# 井冈山角蟾
井冈山角蟾（学名：Boulenophrys jinggangensis）也称井冈山异角蟾、井冈角蟾，一种分布于中华人民共和国江西省及湖南省交界的井冈山地区的两栖动物，隶属于角蟾科布角蟾属。其种加词“jinggangensis”意为“井冈山的”。

## 形态特征
井冈山角蟾体型小，雄蟾体长35.1～36.7毫米，雌蟾体长38.4～41.6毫米。身体背部皮肤粗糙，密布疣粒，底色呈浅棕色，眶间具有深褐色三角形斑纹，背部具有3条深棕色纵纹，外侧两条沿背外侧褶相互平行，内侧两条在背中相交。腹面为浅灰色，具有小黑点和深色斑点。

## 保护
本种于2023年被收录入《有重要生态、科学、社会价值的陆生野生动物名录》。